# Округ Фол Ривер (Јужна Дакота)
Округ Фол Ривер (енгл. Fall River County) је округ у америчкој савезној држави Јужна Дакота.

## Демографија
По попису из 2010. године број становника је 7.094, што је 359 (-4,8%) становника мање него 2000. године.
| Група             | 2000.         | 2010.         |
| Белци             | 6.656 (89,3%) | 6.199 (87,4%) |
| Афроамериканци    | 24 (0,3%)     | 49 (0,7%)     |
| Азијати           | 17 (0,2%)     | 26 (0,4%)     |
| Хиспаноамериканци | 130 (1,7%)    | 159 (2,2%)    |
| Укупно            | 7.453         | 7.094         |